# Bricolage (album)
A Bricolage volt Amon Tobin drum and bass előadó első lemeze a Ninja Tune kiadónál 1997-ben. A Bricolage egyike azon 11 albumnak, amelyek  10.0 pontot kaptak a  Pitchfork Media-n.  A sikeres albumot a Permutation követte  1998-ban.

## Számok
1. "Stoney Street" – 5:53
2. "Easy Muffin" – 5:01
3. "Yasawas" – 5:24
4. "Creatures" – 5:21
5. "Chomp Samba" – 6:07
6. "The New York Editor" – 4:56
7. "Defocus" – 5:10
8. "The Nasty" – 4:35
9. "Bitter & Twisted" – 5:05
10. "Wires & Snakes" – 5:27
11. "One Day In My Garden" – 5:43
12. "Dream Sequence" – 7:19
13. "One Small Step" – 6:11
14. "Mission" – 7:08